# 崔泰源

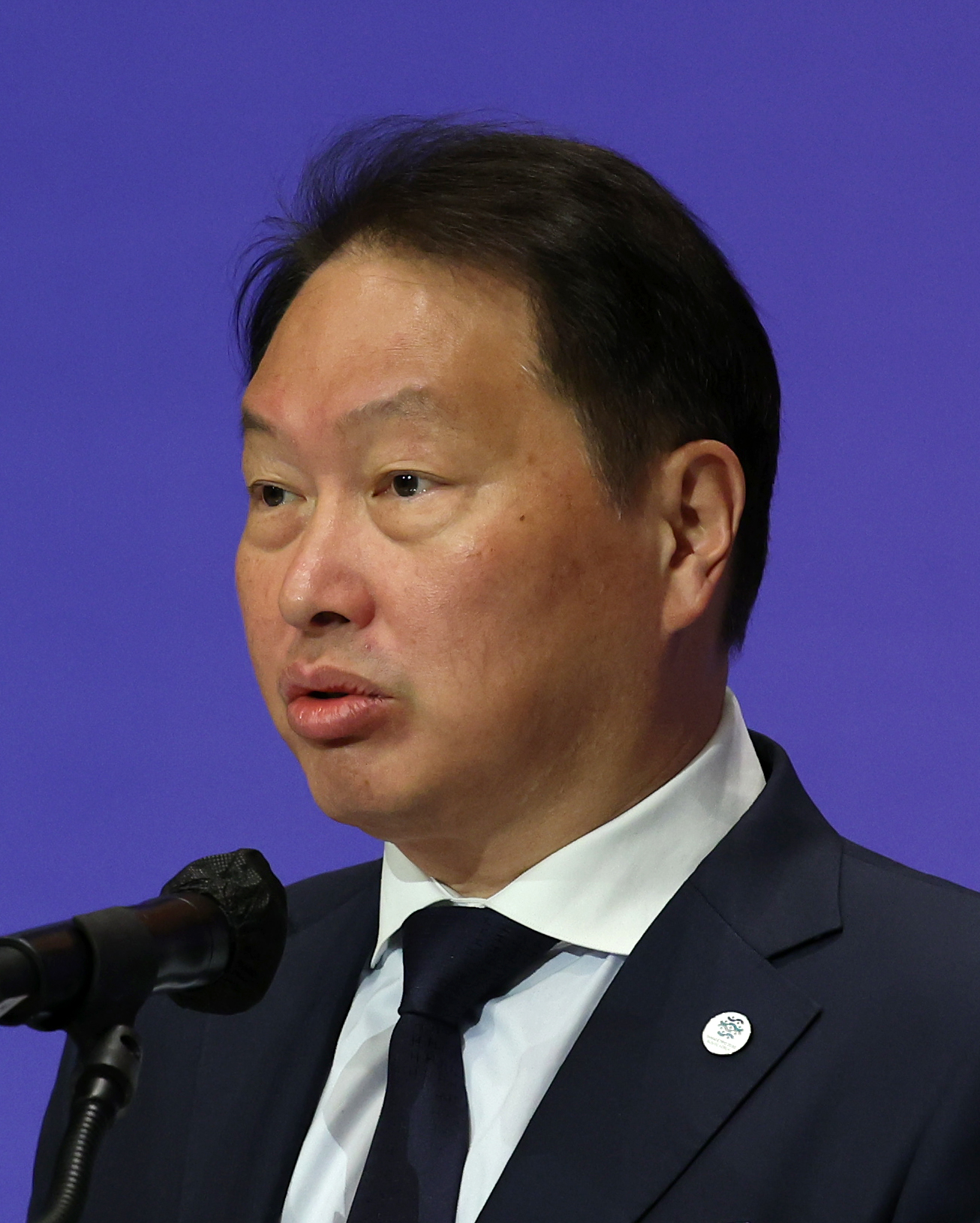

崔泰源（韓語： 1960年12月3日—）大韩民国商人、亿万富翁，第三大财阀SK集团会长和代表理事。

## 生平
他是前SK集團會長崔鍾賢的長子，曾就读于高丽大学和芝加哥大学，前妻是前总统卢泰愚的女儿盧素英。2003年因涉嫌做假账被捕，判刑三年。2013年，因挪用公款被判处四年有期徒刑。

## 财富
2019年净资产32亿美元。